# داگلاس اوشروف
داگلاس دین اوشراف (به انگلیسی: Douglas Osheroff) (متولد ۱ آگوست ۱۹۴۵) فیزیک‌دانی آمریکایی است که به علت فعالیتش بر روی فیزیک ماده متراکم، به ویژه برای کشف ابرشاره بودن هلیوم ۳، شناخته شده‌است . او در سال ۱۹۹۶ جایزه نوبل فیزیک را به همراه دیوید لی و رابرت سی ریچاردسون دریافت نمود .